# 全埃塞俄比亚社会主义运动
全埃塞俄比亚社会主义运动（羅馬化：Mela Ītyōṗṗyā Soshalīsit Nik'inak'ē，缩写为，MEISON）是埃塞俄比亚的一个共产主义政党。该党成立于1968年8月。1970年代，该党曾活跃于埃塞俄比亚政坛。该党和埃塞俄比亚人民革命党是推翻海尔·塞拉西一世的革命的热情支持者。门格斯图·海尔·马里亚姆掌权后，该党以及埃塞俄比亚人民革命党和门格斯图政权产生了严重的意识形态冲突。1976年，这两个政党的支持者与门格斯图的军队发生了暴力冲突。但该党与门格斯图政权的盟友关系一直保持到1977年。1977年下半年，门格斯图决定取缔该党，该党的领导人先是转入地下，但后来都被逮捕并遭到处决。门格斯图政权还血腥镇压了该党在农村的支持者。
该党和埃塞俄比亚人民革命党都曾是埃塞俄比亚民主力量联盟的成员。